# Pterolophia lunigera
Pterolophia lunigera là một loài bọ cánh cứng trong họ Cerambycidae.